# 超氧化铷
超氧化铷是铷的超氧化物，含有O2−阴离子。它是一种橙色固体。

## 制备
当铷在有过量氧的地方时燃烧，会形成超氧化铷。
{\displaystyle {\ce {Rb + O2 -> RbO2}}}

## 性质
超氧化铷的晶体结构和超氧化钾和超氧化铯一样，都是碳化钙结构。与简单氧化物不同，超氧化铷中存在直接的氧-氧键。
超氧化铷在水中反应，生成氧气，过氧化氢和氢氧化铷。
{\displaystyle {\ce {2RbO2 + 2H2O -> O2 ^ + H2O2 + 2RbOH}}}
超氧化铷的标准生成焓为 ΔHf0 = −288 kJ/mol。

## 扩展阅读
- D. L. Kraus, A. W. Petrocelli, The thermal decomposition of Rubidium superoxide1, The Journal of Physical Chemistry, 66 (7): pp. 1225–1227, doi:10.1021/j100813a003 （德文）